# Губіна
Губіна (словац. Hubina) — село, громада округу П'єштяни, Трнавський край. Кадастрова площа громади — 26.84 км².
Населення 511 осіб (станом на 31 грудня 2020 року).

## Історія
Губіна згадується 1353 року.

## Географія
Протікає Губінський потік.

## Населення
| Рік:            | 1994. | 2004.   | 2014.   | 2024.   |
| --------------- | ----- | ------- | ------- | ------- |
| Кількість осіб: | 516   | 480     | 491     | 533     |
| Різниця:        |       | -6,97 % | +2,29 % | +8,55 % |

| Рік:            | 2023. | 2024.   |
| --------------- | ----- | ------- |
| Кількість осіб: | 513   | 533     |
| Різниця:        |       | +3,89 % |